# Salvatore Francesco Romano
Salvatore Francesco Romano (Acquaviva Platani, 1910 – Como, 1994) è stato uno storico italiano.

## Biografia
Laureato in filosofia, ottenne la libera docenza in storia. Insegnò storia moderna e contemporanea nelle Università di Roma, Lecce, Pavia, Trieste e Udine. 
Nel 1946 fu direttore della rivista Chiarezza-Settimanale di vita sociale, edita da Flaccovio, che rappresentò al sud ciò che al nord era Il Politecnico di Elio Vittorini: la rivista si avvalse della collaborazione dei più coraggiosi intellettuali palermitani, incentrando i propri interessi sulla riflessione politica e sociale.
Fu autore di numerosi libri, tra i quali si menzionano una monografia su Antonio Gramsci edita da UTET, Intellettuali, riformatori e popolo nel settecento siciliano (editore Pacini di Pisa, Storia dei fasci siciliani (editore Laterza), Storia della mafia (editore Sugar e ripubblicato nella collana Grandi Oscar Mondadori).

## Opere parziali
- Le origini dell'assolutismo moderno : dalla monarchia di investitura divina alla monarchia di diritto divino in Francia, Udine, Universita degli studi di Udine, 1979
- Considerazioni introduttive, Milano, Movimento operaio, 1955
- La monarchia degli Absburgo d'Austria dalla riforma protestante all'austromarxismo : momenti e problemi di un profilo storico, Udine, Del Bianco, 1981
- La realta morale nella vita economica, Palermo, F. Ciuni, 1935
- Antonio Gramsci, Torino, UTET, c1965, stampa 1978
- Rosario Garibaldi Bosco e i suoi appunti del carcere, Milano, Movimento operaio, 1952
- Origini e prime linee di sviluppo del movimento contadino in Italia. Maggio-agosto 1955, a cura del centro per la storia del movimento contadino, s.l., Feltrinelli, 1955, parte de I fasci siciliani

- L'Italia del Novecento, Roma, Biblioteca di storia patria, 1977
- Storia dei Fasci siciliani, Bari, Laterza, 1959
- Storia della mafia, Milano, SugarCo, 1963; Milano, Mondadori, 1966
- Le classi sociali in Italia dal Medioevo all'età contemporanea, Torino, Einaudi, 1977
- Mafia, Torino, UTET, 1963